# Carmen López Santana
Carmen López Santana   (Alacant, 15 de novembre de 1972) és una política, actriu i model espanyola. Elegida Miss Sevilla en 1991, des de les eleccions municipals espanyoles de 2015 és regidora a l'Ajuntament de Castilleja de la Cuesta per Ciutadans. Nascuda a Alacant, viu a Sevilla des que tenia catorze anys. En 1991, amb divuit anys va ser elegida Miss Sevilla. Llicenciada en Dret i Periodisme per la Universitat de Sevilla, compta amb estudis superiors en art dramàtic per l'ESAD. Des de 2005 viu a Castilleja de la Cuesta, on va ser elegida regidora després d'encapçalar la llista de Ciutadans a les eleccions municipals de 2015. En setembre de 2015 es muda a Chicago, sent amonestada pel seu partit després de demanar-li a l'ajuntament de la localitat que li pagara bitllets d'avió periòdics per tal de dur a terme la seua tasca com regidora. En novembre de 2015 va aparèixer nua a un reportatge a la revista Interviú.